# Hans Stärkle
Hans Stärkle (* vor 1928; † nach 1951) war ein Schweizer Motorradrennfahrer.

## Karriere
Hans Stärkle belegte 1928 zusammen mit seiner Frau Cilly bei der im Rahmen des Grossen Preises der Schweiz auf dem Circuit de Meyrin in Genf ausgetragenen Motorrad-Europameisterschaft in der 600-cm³-Gespann-Klasse hinter Landsmann Edgar d’Eternod (Sunbeam) und dem Briten Ernie Nott (Rudge) auf Scott den dritten Platz. Zwischen 1929 und 1936 gewannen sie viermal die Schweizer Meisterschaft. Auch Bruder Ernst gewann zwei Schweizer Meisterschaften im Seitenwagen-Rennsport. 
Zwischen 1931 und 1935 siegte das Ehepaar fünfmal in Folge auf NSU beim Grossen Preis der Schweiz in Bremgarten bei Bern in der 600er-Gespann-Kategorie.
Auch in Deutschland waren Stärkle/Stärkle auf vielen bedeutenden Rennstrecken erfolgreich. Sie gewannen dreimal im Bergrennen Freiburg-Schauinsland (1928 auf Scott, 1932 auf 600-cm³-NSU und 1936 auf 1000-cm³-NSU), zweimal das Eilenriederennen in Hannover (1933 und 1936) und auch einmal das Eifelrennen auf dem Nürburgring (1933). In den 1930er-Jahren waren die beiden auf NSU unterwegs. Die deutschen Gespannfahrer Conrad Dürr und Heiner Frey und die Stärkles bildeten ab 1934 eine Renngemeinschaft. 1936 waren die Seitenwagenspezialisten aus Basel Doppelsieger beim Feldbergrennen am Großen Feldberg im Taunus. Das Ehepaar Stärkle gewann auf NSU die Rennen bis 600 cm³ vor Hans Schumann/Erwin Badsching (NSU) und bis 1000 cm³ vor Karl Braun/Franz Höller (DKW).
Nach dem Zweiten Weltkrieg wurde die erste Motorrad-Europameisterschaft 1947 in Bremgarten ausgetragen. Zunächst gewannen die Italiener Luigi Cavanna/Paolo Cavanna auf Moto Guzzi. Er wurde aber später disqualifiziert und so kam es zu einem Schweizer Doppelsieg: Hans Haldemann (Norton) vor Hans Stärkle/Cilly Stärkle (NSU) – 19 Jahre nach dem dritten Platz bei der EM in Genf.
Nur aus dem Jahr 1935 sind zwei Siege des Stärkle-Duos ausserhalb Deutschlands und der Schweiz bekannt: Sie siegten beim Grossen Preis von Barcelona auf dem Circuit de Montjuïc und holten sich die Grossglockner-Trophy.

## Erfolge
- 1928 – Dritter der 600-cm³-Gespann-Europameisterschaft auf Scott
- 1932 – Schweizer 600-cm³-Gespann-Meister[1]
- 1934 – Schweizer 600-cm³-Gespann-Meister[1]
- 1935 – Schweizer 600-cm³-Gespann-Meister[1]
- 1936 – Schweizer 600-cm³-Gespann-Meister[1]
- 1947 – Dritter der 600-cm³-Gespann-Europameisterschaft auf NSU
- 1948 – Zweiter der 600-cm³-Gespann-Europameisterschaft auf NSU

## Verweise